# 马萨菲斯卡利亚
马萨菲斯卡利亚（義大利語：Massa Fiscaglia），是意大利费拉拉省的一个市镇。总面积57平方公里，人口3682人，人口密度64.6人/平方公里（2009年）。ISTAT代码为038013。